# Twierdzenie Dirichleta o aproksymacji
Twierdzenie Dirichleta o aproksymacji – jedno z podstawowych twierdzeń z dziedziny aproksymacji diofantycznej. Stwierdza ono, że dla dowolnej liczby niewymiernej α i dowolnej liczby naturalnej Q istnieją liczby całkowite {\displaystyle p} i {\displaystyle 0<q\leqslant Q} takie, że spełniona jest nierówność:
{\displaystyle |q\cdot \alpha -p|<{\frac {1}{Q}}.}
Jeżeli przepisać tę nierówność w postaci:
{\displaystyle \left|\alpha -{\frac {p}{q}}\right|<{\frac {1}{qQ}},}
natychmiast można stąd wywnioskować, że nierówność
{\displaystyle \left|\alpha -{\frac {p}{q}}\right|<{\frac {1}{q^{2}}},}
spełniona jest dla nieskończenie wielu par liczb względnie pierwszych p i q.
Elementarny dowód twierdzenia można przeprowadzić w oparciu o zasadę szufladkową.